# Darnis partita
Darnis partita är en insektsart som beskrevs av Walker. Darnis partita ingår i släktet Darnis och familjen hornstritar. Inga underarter finns listade i Catalogue of Life.